# Anja Niedringhaus
Anja Niedringhaus (* 12. Oktober 1965 in Höxter; † 4. April 2014 in Banda Khel) war eine deutsche Fotojournalistin, die aus Kriegsgebieten in Jugoslawien, Palästina, Afghanistan, Kuwait, Libyen und Irak in einzelnen Fotos komplexe Geschichten erzählte. Sie erhielt den Pulitzer-Preis und andere Auszeichnungen. 2014 wurde sie einen Tag vor der Präsidentschaftswahl in Afghanistan erschossen.

## Leben
Anja Niedringhaus wuchs mit zwei Geschwistern auf. Mit 17 Jahren begann sie, für die Lokalredaktion der Neuen Westfälischen Zeitung in ihrer Heimatstadt Höxter zu arbeiten. Nach dem Abitur 1986 am König-Wilhelm-Gymnasium Höxter ging sie für die Kindernothilfe nach Indien. Sie studierte ab 1986 an der Universität Göttingen Germanistik, Philosophie und Journalismus und schrieb und fotografierte für das Göttinger Tageblatt. Sie wohnte zuletzt mit der Familie ihrer Schwester auf einem Hof in Kaufungen und hatte eine weitere Wohnung in Genf.
Ihre Fotos vom Fall der Mauer in Berlin verschafften ihr 1990 eine Anstellung bei der European Pressphoto Agency (EPA), die sie als erste Fotografin fest anstellte. Nach zwei Jahren Sport- und Gesellschaftsfotografie wurde sie 1992 in den gerade begonnenen Krieg in Jugoslawien geschickt. Bei ihrem ersten Einsatz in Sarajewo wurde sie von Heckenschützen unter Feuer genommen und getroffen; sie überlebte dank einer kugelsicheren Weste. 1997 erlitt sie bei einem Unfall mit einem Polizeifahrzeug in Belgrad mehrere Fußfrakturen. Im Kosovo 1998 wurde ihr Wagen von einer Granate getroffen und sie von Granatsplittern verletzt. 1999 wurde sie mit einer Gruppe von Journalisten bei einem Grenzübergang zwischen Albanien und dem Kosovo irrtümlich von NATO-Flugzeugen bombardiert.
Im Jahr 2001 fotografierte Niedringhaus die Folgen der Terroranschläge am 11. September in New York. Kurz darauf arbeitete sie erstmals in Afghanistan, wo sie in Masar-e Scharif und Kabul drei Monate lang über den Sturz der radikalislamischen Taliban berichtete. Ab 2002 arbeitete sie für die US-amerikanische Nachrichtenagentur Associated Press (AP), auch als Fotojournalistin und Kriegsberichterstatterin.
2003/2004 gehörte sie zu den ca. 600 Kriegsreportern, die „embedded“ (innerhalb der US-Armee) bei der Schlacht um Falludscha im Irak anwesend waren. Sie war bei der ersten Angriffswelle dabei; 60 Prozent der Soldaten der Einheit, die sie begleitete, fielen. Ihr bekanntestes Foto dieser Serie zeigt den damaligen US-Präsident George W. Bush, der streng geheim unter großen Sicherheitsvorkehrungen eingeflogen worden war, um im schwer gesicherten Flughafen Bagdad den Soldaten überraschend zum Thanksgiving-Fest einen Truthahn zu servieren (später stellte sich heraus, dass der Truthahn nur Dekoration war). Außer ihr hatte die Szene kein Fotograf abgelichtet.
Sie fotografierte die Bombenanschläge auf die Zentrale des Internationalen Roten Kreuzes in Bagdad, auf das Hauptquartier der italienischen Sicherheitskräfte in Nasiriya und im irakischen Abu-Ghuraib-Gefängnis sowie die irakischen Wahlen im Jahr 2005. Niedringhaus erhielt für Fotoberichterstattung aus dem Irak – als erste deutsche Frau – zusammen mit neun AP-Kollegen den Pulitzer-Preis 2005. Im selben Jahr wurde ihr auch ein Preis für Mut, der „Courage in Journalism Award“ der International Women’s Media Foundation (IWMF), verliehen. 2008 bekam sie die „Goldene Feder“ für herausragende Reportagen als Frau in Krisengebieten.
2007 verbrachte sie ein akademisches Jahr mit einem Nieman-Fellowship-Stipendium an der Harvard University, die auch für Stipendiaten fällige Studiengebühr übernahm Warren Buffett.
Als Ausgleich zu ihrer hauptsächlichen beruflichen Tätigkeit fotografierte Niedringhaus wichtige Sportereignisse, zum Beispiel war sie jedes Jahr bei den Wimbledon Championships.
Niedringhaus war im September 2009 die Erste, die nach dem ISAF-Raketenangriff Fotos der beim Luftangriff bei Kundus zerstörten Tanklastwagen machte. Die zwei von den Taliban entführten Tanklastwagen waren auf Befehl des deutschen Oberst Georg Klein bombardiert worden. Zu diesem Zeitpunkt hatte die Bundeswehr noch bestritten, dass bei dem Luftangriff auch 91 Dorfbewohner getötet worden waren.
Ihr Foto zweier einander umarmender deutscher Soldaten nach einer Operation in der nordafghanischen Kunduz-Provinz wurde vielfach durch den Bund Deutscher EinsatzVeteranen genutzt und ist auf dem Titel des im März 2016 erschienenen Buches Die unsichtbaren Veteranen abgebildet. Im Illustratorenverzeichnis des Buches beschreiben die Herausgeber Marcel Bohnert und Björn Schreiber Anja Niedringhaus als Fotojournalistin, der es gelang, „enge persönliche und freundschaftliche Beziehungen zu Soldaten aufzubauen“.
Anja Niedringhaus’ Arbeiten wurden vielfach ausgestellt, so im Museum für Moderne Kunst in Frankfurt, im Kasseler Kunstverein, im Internationalen Forum für Visuelle Dialoge C/O Berlin, im Museum of Fine Arts in Houston, im Coalmine Forum für Dokumentarfotografie in Winterthur und in Situation Kunst (für Max Imdahl) – Kunstsammlungen der Ruhr-Universität Bochum. Ihr Motto als Kriegsberichterstatterin war: „Wenn ich es nicht fotografiere, wird es nicht bekannt.“ In einer Sonderausstellung zum fünften Todestag der Pulitzer-Preisträgerin waren im Käthe-Kollwitz-Museum Köln von Ende März bis 30. Juni 2019 mehr als 80 großformatige Aufnahmen zu sehen, es war die erste posthume Retrospektive ihrer Art.

### Attentat
Niedringhaus und ihre Associated-Press-Kollegin, die kanadische Journalistin Kathy Gannon, waren in einem Wahlkonvoi aus afghanischen Sicherheitskräften und Wahlhelfern, die Stimmzettel auslieferten, in der Provinz Chost unterwegs, um über die Präsidentschaftswahl in Afghanistan 2014 zu berichten. An einem Stützpunkt der Sicherheitskräfte warteten sie am 4. April auf der Rückbank ihres Fahrzeugs auf die Weiterfahrt, als ein Polizist mit den Worten „Allahu Akbar“ eine Salve aus seiner AK-47 auf sie abgab. Niedringhaus war sofort tot, Gannon wurde durch drei Kugeln verletzt.
Der 25-jährige Schütze ließ sich widerstandslos festnehmen. Er hatte seit 2012 bei der Afghan National Police gearbeitet und war von US-Ausbildern in Masar-e Scharif ausgebildet worden. Er gab an, aus Rache für den Tod von Familienangehörigen bei einem NATO-Bombardement in der Provinz Parwan gehandelt zu haben.
Am 22. Juli 2014 wurde er von einem Gericht in Kabul nach einer zweistündigen nichtöffentlichen Verhandlung zum Tode verurteilt. Das Urteil war bis zur Bestätigung durch ein übergeordnetes Gericht nicht rechtskräftig und musste zudem vom afghanischen Präsidenten genehmigt werden. Bis zur Rechtskraft des Urteils führte auch die Generalbundesanwaltschaft ein Verfahren gegen den Polizisten. Die deutsche Regierung sprach sich ausdrücklich gegen ein Todesurteil aus. Beim Prozess in Kabul drängte ein Diplomat auf die Verhängung einer Freiheitsstrafe statt der Todesstrafe. Der Oberste Gerichtshof reduzierte die Strafe schließlich auf eine 20-jährige Haftstrafe.
Niedringhaus wurde am 12. April 2014 in ihrer Geburtsstadt Höxter auf dem Friedhof am Wall beigesetzt.

#### Hintergrund
Zwischen dem offiziellen Beginn des Präsidentschaftswahlkampfs am 15. Februar und der Wahl am 5. April 2014 wurden in mindestens 20 Fällen Journalisten bedroht oder angegriffen. Zwei von ihnen starben im März 2014, darunter Nils Horner.
Das Attentat wurde von einem Innentäter verübt. Neben dem Fall von Anja Niedringhaus gab es bis Anfang August 2014 drei solche Attentate in Afghanistan, bei denen auch Deutsche zu Schaden kamen. Entgegen der verbreiteten Auffassung, dass es sich bei den Tätern regelmäßig um eingeschleuste Terroristen handelt, spielen bei den Taten oft interkulturelle Missverständnisse, soziale Beleidigungen und persönliche Rache eine Rolle.

## Anja-Niedringhaus-Preis
Als Andenken und Ehrung lobte die Internationale Stiftung für Frauen in den Medien Mitte April 2014 einen Anja-Niedringhaus-Preis aus. Jährlich vergeben wird der Preis als Auszeichnung für Fotojournalistinnen, die sich durch außergewöhnliche Tapferkeit bei der Berichterstattung engagieren. Durch eine Zuwendung in Höhe von einer Million US-Dollar der Stiftung von Howard Graham Buffett, dem Sohn von Warren Buffett, wurde der Preis ins Leben gerufen. Der Preis wurde 2015 erstmals vergeben, nämlich an die Fotojournalistin Heidi Levine. 2017 wurde die US-Fotojournalistin Stephanie Sinclair ausgezeichnet, 2018 die US-Fotografin Andrea Bruce.

## Forum Anja Niedringhaus
In Höxter wurde Ende April 2023 das Forum Anja Niedringhaus mit einer Ausstellung ihrer Fotografien und einigen Erinnerungsstücken eröffnet. Getragen wird die Einrichtung vom Verein Forum Anja Niedringhaus e. V. (FAN), untergebracht ist sie im Tilly-Haus, einem aus dem Jahr 1610 stammenden Bau. Das Forum soll zu einem Ort der Begegnung werden, der sich der Fotografie, Fragen der Wirkungsmacht von Bildern, der Pressefreiheit und der Rolle der Medien bei Konflikten und Katastrophen widmet.

## Ausstellungen
- 2022/23, 8. November bis 31. Januar: Afghanistan – Unvergessen. Fotografien von Anja Niedringhaus, Evangelisches Forum Kassel,  Evangelisches Forum
- 2022, 17.–23. September: Die Bilderkriegerin – Anja Niedringhaus, Stiftskirche Oberkaufungen, Anja Niedringhaus Webseite
- 2019, 29. März – 30. Juni: Anja Niedringhaus – Bilderkriegerin, Retrospektive anlässlich des 5. Todestages der Fotojournalistin und Pulitzer-Preisträgerin, Käthe Kollwitz Museum Köln[31]
- 2019, 8. März – 6. Juni: Fotografinnen an der Front. Von Lee Miller bis Anja Niedringhaus, Kunstpalast Düsseldorf[32]
- 2017, 21. April – 21. Juli: Geliebtes Afghanistan, Kustodie/Kunstsammlung der Universität Leipzig[33]
- 2015/2016, 25. November – 24. Januar: Geliebtes Afghanistan, Willy-Brandt-Haus, Berlin[34]
- 2015, 12. April – 25. Mai: At World, Korbmacher-Museum Dalhausen[35]
- 2015, 11. Februar – 12. April: Bilder vom Krieg. GaF – Galerie für Fotokunst in der ehemaligen Eisfabrik (Hannover)[36]
- 2014, 28. Juni – 7. September: Gesichter des Krieges. Stadthaus Ulm[37]
- 2014, 10. April – 11. Juli: AT WAR. Kriegsfotografien der Pulitzer-Preisträgerin von 2005 Anja Niedringhaus. Coalmine Forum für Dokumentarfotografie, Winterthur[38][39]
- 2013, 16. Juni – 25. August: Anja Niedringhaus at sports. Kulturverein ART Driburg, Museum Burg Dringenberg
- 2013, 15. Juni – 28. Juli: Anja Niedringhaus at war. Jacob Pins Gesellschaft – Kunstverein Höxter[40]
- 2012, 22. August – 3. September: Fotografie aus Kriegsgebieten. Kasseler Kunstverein[41]
- 2012/2013, 3. Juni – 13. Januar: Fotografie Total. Werke aus der Sammlung MMK Frankfurt
- 2012, 21. Januar – 15. April: Anja Niedringhaus – 20 Jahre Fotografie aus Kriegsgebieten. Situation Kunst (für Max Imdahl), Kunstsammlungen der Ruhr-Universität Bochum
- 2012, 12. Januar – 18. März: Anja Niedringhaus. at war, Art Collection Deutsche Börse, Eschborn
- 2011, 10. September – 4. Dezember: At War. Einzelausstellung, 40 Großabzüge von Schwarz-Weiß-Fotografien aus den vergangenen zehn Jahren. C/O Berlin[42][13]
- 2010/2011, 25. September – 25. April: The Luzid Evidence. Fotografie aus der Sammlung des MMK Frankfurt.
- 2003, 11. Januar – 26. März: M_ARS – Kunst und Krieg. Neue Galerie Graz
- 2001/2002, 28. September – 3. März: Szenenwechsel XX. Museum für Moderne Kunst, Frankfurt

## Auszeichnungen
- 2005: Pulitzer-Preis für Aktuelle Fotoberichterstattung (zusammen mit neun Kollegen) für die Serie von Fotografien über die blutigen Kämpfe in den irakischen Städten.[43][44]
- 2005: International Women's Media Foundation – Courage in Journalism Award (IWMF)
- 2008: Goldene Feder[45]
- 2011: 1. Preis beim Abisag-Tüllmann-Preis[46]
- Am 12. Oktober 2024 wurde Anja Niedringhaus im Rahmen des Projekts Frauenorte in die Liste der FrauenOrte NRW aufgenommen und eine Gedenktafel am Forum Anja Niedringhaus angebracht.[47]

## Film
2022 erschien Roman Kuhns halbdokumentarische Filmbiografie Die Bilderkriegerin – Anja Niedringhaus, in dem Antje Traue Niedringhaus verkörpert.